# Pedro Santos
Pedro Eugênio Araújo Santos, conhecido como Pedro Santos (Porto Alegre, 9 de outubro de 1958) é um ator brasileiro, que construiu sua carreira principalmente no teatro e cinema do Rio Grande do Sul.

## Biografia
Começou a fazer teatro ainda enquanto estudante secundário, nos anos 1970, no Colégio Anchieta. Convidado pelo diretor Luciano Alabarse, participou do grupo experimental Grêmio Dramático Açores, ligado ao Teatro de Arena de Porto Alegre, especialmente na montagem de A lata de lixo da História, texto de Roberto Schwarz. A partir de uma oficina que o grupo Asdrúbal Trouxe o Trombone deu na cidade, formou com outros alunos o Grupo Vende-se Sonhos em 1980. 
A primeira montagem do grupo foi um texto do próprio Pedro Santos, "School's out", que havia vencido o Prêmio Qorpo Santo de Dramaturgia, sendo por isso publicado pelo Instituto Estadual do Livro.  O espetáculo, de direção coletiva, estreado em 8 de outubro de 1980 na Sala Álvaro Moreyra, foi grande sucesso de público e crítica, recebendo o Prêmio Açorianos especial para todo o jovem elenco,  e sendo contemplado nacionalmente com o Troféu Mambembe, que viabilizou uma rápida temporada no Rio de Janeiro.
Em seguida, Pedro Santos protagonizou o longa-metragem em super-8 "Deu pra ti anos 70", vencedor do Festival de Gramado na categoria em 1981. A partir daí, Pedro passou a fazer parte do elenco de vários filmes do nascente cinema gaúcho. O texto de "School's out" foi adaptado para a linguagem audiovisual, no vídeo independente "B de Brasil", dirigido por Nelson Nadotti em 1982. 
Pedro ainda colaborou na segunda montagem do Vende-se Sonhos, "Trenaflor" (1982), mas antes da estreia mudou-se para o Rio de Janeiro, onde, a convite do diretor Hamilton Vaz Pereira, fez parte do espetáculo do Asdrúbal "A Farra da Terra" (1983) , além da gravação do disco homônimo da trupe.  Passando a residir no Rio, estrelou vários curtas do diretor Nelson Nadotti, sendo premiado no Festival de Gramado em 1985 por "Madame Cartô" e em 1988 por "A voz da felicidade". 
Nos anos 1990, mudou-se para São Paulo, onde trabalhou durante algum tempo com publicidade.
Em 2004 voltou a ser premiado em Gramado, pelo curta "Cinco naipes", de Fabiano de Souza.  Em 2006 o Santander Cultural promoveu uma mostra com filmes protagonizados por Pedro Santos. 

## Filmografia[10]
- 2004: "Cinco naipes" (curta) .... Flávio
- 1995: "Vejo o Rio de Janeiro" (curta) .... turista
- 1989: "O escurinho do cinema" (curta) .... Escurinho
- 1997: "Sexo & Beethoven, o reencontro (curta) .... Peter
- 1988: "Barbosa" (curta) .... o cúmplice
- 1988: "A voz da felicidade" (curta) .... Amaro Amaral
- 1986: "O dia em que Dorival encarou a guarda" (curta) .... Praça
- 1985: "Madame Cartô" (curta) .... cliente
- 1985: "Sonho sem fim" .... Edgar
- 1982: "B de Brasil" (vídeo) .... Edim
- 1982: "Coisa na roda" (longa, super-8) .... Ricardo
- 1982: "No amor" (curta) .... o líder
- 1981: "Deu pra ti anos 70" (longa-metragem, super-8) .... Marcelo
- 1980: "Amor sem dor" (super-8) .... Paulinho
- 1980: "Sexo & Beethoven" (super-8) .... Chico
- 1979: "Meu primo" (super-8) ... Primo